# Economía de Afganistán
La economía de Afganistán se recupera de décadas de conflictos, y ha mejorado después de la caída del régimen talibán en 2001, especialmente por la ayuda extranjera, la recuperación de la agricultura y el crecimiento del sector de servicios. El producto interior bruto tuvo un pico de crecimiento del 21,4% en 2009. Sin embargo, desde 2012 el crecimiento se ha desacelerado y el PIB per cápita se ha mantenido prácticamente constante.

Actualmente, bajo nuevamente el régimen talibán, las estadísticas de la economía no son públicas, sin embargo, las últimos estimaciones para el 2021 indicaban que:
El PIB per cápita en el caso de Afganistán, en 2021, fue de 312 € euros, por lo que se encuentra con esta cifra está en la parte final de la tabla, en el puesto 193. Sus habitantes tienen un bajísimo nivel de vida en relación a los 196 países del ranking de PIB per cápita.

## Historia

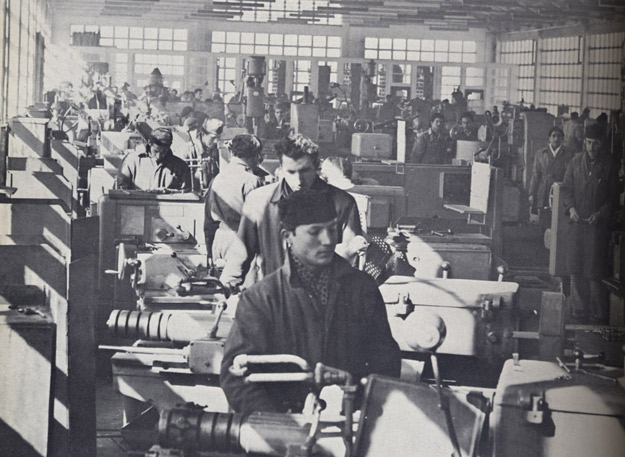
Metalúrgica en Kabul, durante la década de 1950.

Durante la época monárquica y la república de Daud el sector industrial fue creciendo en un país principalmente agropecuario. Sin embargo, antes de la Revolución sólo había 35 mil obreros en una población de aproximadamente 17 millones de habitantes. El feudalismo era dominante: el 5% de los propietarios poseían más del 50% de las tierras fértiles. En Afganistán alrededor del 97% de las mujeres y del 90% de los hombres eran analfabetos; alrededor del 5% de los propietarios poseían más del 50% de las tierras fértiles; sobre 17 millones de habitantes había 35 mil obreros pero 250 mil mulás; escasas industrias y carreteras; la esperanza de vida era de 42 años, la mortalidad infantil era la más alta del mundo; la mitad de la población sufría tuberculosis, una cuarta parte malaria, etc.
En 1978 tuvo lugar la Revolución de Saur, que instauró al partido comunista en el poder. El presidente Nur Mohammad Taraki inició una reforma agraria que enfrentó serios problemas.[cita requerida]
Durante la década de 1980 la proporción de la industria extractora y transformadora creció del 3,3% (1978) al 10% (1985) del PNB. En el mismo período las inversiones en la industria nacional pasaron los 55 mil millones de afganis, o el 80% de todas las inversiones hechas en la economía en los 20 años que precedieron a la Revolución. En 1984, las inversiones en los sectores estatal y mixto aumentaron un 50%. Ese año se pusieron en funcionamiento 100 nuevas empresas. Entre las mayores empresas construidas figuran el yacimiento de gas de Jarkuduk, la fábrica de pilares de hormigón armado en Puli-Humri, la empresa textil de Kandahar, la fábrica de cemento en Herat, la empresa de entretenimiento técnico de camiones en Kabul y el puente para ferrocarril y camiones sobre el río Amu-Daria. En 1984 la cosecha superó los índices previos a la Revolución.
Se fundó la Cámara de Comercio e Industria para agrupar a los representantes del capital privado, en cuyo marco funcionaban más de veinte asociaciones de comerciantes. Con la ayuda de la Unión Soviética en el sector estatal de la economía, se construyeron cerca de doscientas empresas que proporcionaban la mayor parte de la producción global. Entre ellas, se encontraban las centrales hidroeléctricas en Naghlu y Puli-Humri, la fábrica de fertilizantes nitrogenados en Mazar-i-Sharif, la empresa panificadora y la de casas prefabricadas en Kabul.
Con créditos de Checoslovaquia se creó una línea de trolebuses en Kabul, se equiparon las minas de hulla y se construyó una fábrica de cemento en Herat. Con los de Bulgaria, se construyeron una  granja avícola, criaderos de ovejas y de seda, y se construyeron en conjunto una empresa avícola, una granja lechera, fábricas de ladrillos y de curtido de pieles y dos empresas para el pescado. La Alemania Democrática participó en la creación de una central telefónica automática en Kabul, en el tendido de líneas de comunicación y en la ampliación del sistema de suministro eléctrico en varias ciudades. Hungría participó en la construcción de una empresa de fármacos.
A comienzos de los '80, el giro comercial entre Afganistán y Japón aumentó un 33% y ambos países crearon la firma comercial mixta Nichi-Afghan Limited. En la misma época, el intercambio comercial con la India aumentó un 50%.
La guerra civil causó graves daños a la economía afgana. Solamente hasta 1985 la cifra de pérdidas ascendía a 35 mil millones de afganis. En 1992 se instauró un Estado Islámico. Desde 1996 hasta 2002 se instauraron los talibanes, el nivel de vida cayó de forma espectacular. Más de 3 millones de afganos emigraron a Irán.
Actualmente el 30% de la población de Afganistán sufre hambre. El país ocupa el tercer lugar en el mundo en términos de tasas de mortalidad infantil, la tasa de desempleo puede llegar al 70% o 80%. El salario de los funcionarios públicos, maestros y profesores es de 7 mil afganos cerca de 100 dólares. Durante 16 años, no se construyó ninguna fábrica, ni una sola presa.

## Agricultura

### Economía
- Valor agregado en la agricultura : 28,67 (2015)

### Ganadería
- Vacas y búfalos : 5.349.000 de cabezas (2014)
- Ovejas y cabras : 20.544.000 de cabezas (2014)
- Aves : 11.098 de cabezas (2014)

### Producción
- Trigo : 5.370.259 toneladas (2014)
- Aceite de oliva : 539 toneladas (2013)
- Aceite de girasol : 649 toneladas (2013)
- Cebada : 521.000 toneladas (2014)
- Naranja : 6.320 toneladas (2013)
- Manzana : 78.597 toneladas (2013)
- Maíz : 316.000 toneladas (2014)
- Papa : 340.257 toneladas (2014)

### Tierras agrícolas
- Tierras cultivables : 3.182.922 hectáreas (2013)

## Comercio

### Balanza comercial
Balanza de pagos : 0,92$ (2013)

Balanza comercial : -7.936.066.715$ (2014)
Exportaciones : 535.000.000$

- Café
- Lana  14.213.284$ (2014)
- Algodón  5.009.348$ (2011)
- Papa  16.358.000$ (2013)
- Trigo
- Remolacha
- Tabaco
- Hule
- Cereal
- Arroz
- Azúcar
- Cerveza
- Seda
- Carne de cerdo
- Carne de vaca
- Carne de oveja
- Carne de pollo
- Soja
- Aceite de cacahuete/maní
- Aceite de palma
- Aceite de oliva
- Aceite de girasol
- Aceite de colza
- Cebada
- Plátano/Banana
- Naranja
- Manzana  10.387.000$ (2013)
- Maíz
- Vino
- Aceite de maíz
- Grano de cacao
- Manteca de cacao
- Té
- Hierro
- Manganeso
- Cobre
- Níquel
- Cobalto
- Aluminio
- Plomo
- Cinc
- Estaño
- Cromo
- Wolframio
- Uranio
- Molibdeno
- Titanio
- Petróleo
  - Petróleo refinado
- Gas
- Diamante
- Rubí
- Zafiro
- Esmeralda
- Plata
- Oro
- Platino
- Coche
- Arma
  - Armas militares
  - Bomba
  - Granada
  - Torpedo
  - Mina
  - Misil
- Cigarrillo

Importaciones : 7.800.000.000$ (2014)
- Café
- Lana
- Algodón  3.353.180$ (2011)
- Papa  88.056.000$ (2013)
- Trigo  66.426.000$ (2013)
- Remolacha
- Tabaco  63.505.000$ (2013)
- Hule
- Cereal  350.869.000$ (2013)
- Arroz  82.271.000$ (2013)
- Azúcar  110.000.000$ (2013)
- Cerveza  6.160.000$ (2013)
- Seda
- Carne de cerdo
- Carne de vaca  12.821.000$ (2013)
- Carne de oveja  8.000$ (2013)
- Carne de pollo  72.792.000$ (2013)
- Carne  85.621.000$ (2013)
- Soja
- Aceite de cacahuete/maní
- Aceite de palma  142.000.000$ (2013)
- Aceite de oliva  245.000$ (2013)
- Aceite de girasol  38.000.000$ (2013)
- Aceite de colza  4.500.000$ (2013)
- Cebada  2.000.000$ (2013)
- Plátano/Banana  8.270.000$ (2013)
- Naranja
- Manzana  166.000$
- Maíz  172.000$
- Vino  268.000$
- Aceite de maíz
- Grano de cacao
- Manteca de cacao
- Té 164.125.000 (2013)
- Hierro
- Manganeso
- Cobre
- Níquel
- Cobalto
- Aluminio
- Plomo
- Cinc
- Estaño
- Cromo
- Wolframio
- Uranio
- Molibdeno
- Titanio
- Petróleo  36.883.106 (2011)
  - Refinación del petróleo
- Gas natural  82.130.397 (2011)
- Diamante
- Rubí
- Zafiro
- Esmeralda
- Plata
- Oro
- Platino
- Automóvil
- Arma
- Armas militares
- Bombas
- Granadas
- Torpedo
- Minas
- Misiles
- Cigarrillo  41.918.000$ (2013)

## Desempleo
- Índice de desempleo: 11,2% (2020)

## IDH
- 0,511 (2020)

## Pobreza
- 55% (2020)

## Inflación
- 1,35% (mayo de 2021)

## PIB
- USD 19.807 millones (2020)
  - PIB per cápita: USD 509 (2020)
  - Crecimiento del PIB:  -1,9%

### INB
- 20.709.215.549$ (2014)
  - INB per cápita: 680$ (2014)

## Actualidad
El país es muy pobre, sin litoral y altamente dependiente de ayuda externa, de la agricultura y del comercio con países vecinos. Gran parte de la población continúa sufriendo por la falta de habitaciones, de agua limpia, electricidad, asistencia médica, y empleo. Además del desempleo generalizado otro problema es la carencia de trabajadores y funcionarios públicos calificados.
La unidad monetaria es el afgani, que se divide en 100 puls. Desde 1981 hasta 1996, la tasa oficial de cambio fue fijada en 51 afganis por 1 dólar estadounidense. En la actualidad la cotización del afgani fluctúa en el mercado. Para julio de 2021 la tasa de cambio era de 79,55 afganis por dólar.